# Glossadelphus borneensis
Glossadelphus borneensis là một loài Rêu trong họ Hypnaceae. Loài này được (Broth. & Geh.) Broth. mô tả khoa học đầu tiên năm 1925.